# Distretto di Świdwin
Il distretto di Świdwin (in polacco powiat świdwiński) è un distretto polacco appartenente al voivodato della Pomerania Occidentale.

## Geografia antropica

### Suddivisioni amministrative
Il distretto comprende 6 comuni.
- Comuni urbani: Świdwin
- Comuni urbano-rurali: Połczyn-Zdrój
- Comuni rurali: Brzeżno, Rąbino, Sławoborze, Świdwin